# Unaizah
Unaizah es una localidad de Arabia Saudita, en la región de Casim.

## Demografía
Según estimación de 2010 contaba con 151 420 habitantes.